# Оазис Оскара
«Оазис Оскара» (англ. Oscar’s Oasis, фр. Oscar et Co — дословно «Оскар и компания») — французско-южнокорейский мультсериал с возможностью просмотра в формате 3D, созданный содружеством компаний Tuba Entertaintment, Synergy Media, Cake Entertaintment, при поддержке телеканала TF1 на основе оригинальной идеи Channel Asia. Режиссёрами мультсериала выступили в основном Дэвид Гарсия и Тае-Сик Шин. Премьера мультсериала состоялась 29 августа 2010 года на французском телеканале Canal+.
Первоначально мультсериал начинался как короткометражный фильм под названием Oasis, который позже превратился в сериал под названием  Ooohhh Asis и состоял из семи полутораминутных эпизодов, которые транслировались 26 марта 2008 года на телеканалеTF1. Впоследствии, нынешний сериал под названием Оазис Оскара дебютировал в своем новом формате в 2010 году на MIPTV Media Market. Премьера сериала состоялась на телеканале Canal+ и Canal+ Family в сентябре 2010 года, а с конца лета 2011 года транслировался на TF1. В июле 2011 года сериал был выпущен на Nintendo 3DS в 3D. К декабрю 2011 года были выпущены все эпизоды сериала, каждый продолжительностью не более 7 минут.

## Сюжет
Главный герой мультипликационного сериала — Оскар, добродушная ящерица, живущая в условиях пустынной местности и постоянно находящаяся в поисках воды и еды. По воле обстоятельств Оскар попадает в различные неприятности с нагловатой троицей — другими обитателями местности: фенеком по имени Попи, стервятником Бака и гиены Харчи, обитающих на территории заброшенного кемпинга в полуразрушенном школьном автобусе. Что бы ни нашёл Оскар эти герои постоянно хотят у него отнять. Однако и Оскар не остаётся у них в долгу — он ворует у них еду и воду. Главный сюжет сериала — это столкновения Оскара и этой забавной троицы, гонки по пустыне на самодельных передвижных устройствах и различные комические ситуации, в которые и попадают главные герои. Периодически невольными участниками этих приключений становятся курочки, крокодилы, сонный хозяин проезжающего грузовика Маноло и его собака-водитель Роко, а также другие обитатели этой местности.

## Особенности и местность сериала
По задумке режиссёров местность превращена в выжженую солнцем пустыню, включающую в себя особенности Сахары, Калахари, североамериканских пустынь, Долины Смерти и Большого каньона. Нехарактерными обитателями данной территории являются курочки и крокодилы, живущие в водоёме в расщелине скалы.
В мультфильме нет диалогов. Общение героев построено на междометиях, выразительных взглядах. Это делает сериал доступным для людей разных стран без перевода.

## Персонажи

### Главные герои
- Оскар (англ. Oscar) — главный протагонист, геккон. Постоянно страдает приступом голода, поэтому находится в поисках еды и воды. Обладает навыком моторики. Попадает в различные неприятности с троицей и даже курочками. Его недруги постоянно хотят у него что-либо отнять. Однако и Оскар не остаётся у них в долгу — он ворует у них еду и воду.
- Попи (англ. Popy) — фенек, главная в троице. Красивая, умная, весёлая, ответственная, иногда строгая, хитрая и привередливая. Обладает навыками кулинарии.
- Харчи (англ. Harchi) — гиена, главный помощник Попи. Очень любит праздники и приключения. Иногда бывает хвастлив, суетлив или ворчлив. Добрый и отзывчивый, но временами трусливый, плаксивый и неуклюжий.
- Бак (англ. Buck) — стервятник, лучший друг Харчи и Попи. Весёлый, любопытный и находчивый. Обладает навыками обаяния. Мягче и лояльней Попи. Как и Харчи, любит приключения.

### Второстепенные герои
- Маноло (англ. Manolo) — водитель грузовика, который перевозит различные предметы. Он всегда спит за рулем, а его работу выполняет Роко.
- Роко (англ. Roco) — пёс, питомец Маноло, периодически выполняющий за него работу. Ворчливый, вспыльчивый и раздражительный. Не любит, когда другие обитатели оказываются на его территории.
- Лизардетт (англ. Lizardette) — самка ящерицы, которой принадлежит сердце Оскара. В эпизоде "Дикая кукуруза" у нее есть дети, но неизвестно, кто ее пара.
- Сурикаты (англ. Meerkats) — большая шустрая компания молодых сурикатов. Умные, суетливые, талантливые, весёлые, дружелюбные, легкомысленные, любящие играть в игры. Стараются быть отважными и бесстрашными, но это у них не всегда получается. Простодушны, из-за чего иногда и попадают в неловкие ситуации.
- Курицы (англ. Chickens) — враги Оскара, появляющиеся в некоторых сериях. Оскар пытается украсть у них яйца, но большинство его попыток заканчивается провалом. Курицы принимают Оскара за червяка, а сами же становятся объектами охоты наглой троицы, которая пытается их поймать и съесть.
- Крокодилы (англ. Crocodiles) — хищные животные, обитающие в пустыне.
- Скунс (англ. Skunk) — обитатель пустыни. Периодически грабит троицу, используя свой запах. Оскар, имеющий иммунитет к его запаху, пытается с ним подружиться.
- Навозники (англ. The Dung Beetles) — жуки, занимающиеся перекатыванием навозных шаров. В серии «Реванш тупиц» Оскар сумел с ними подружиться и при помощи них победить троицу.
- Джуниор (англ. Junior) — приёмный сын Оскара. Появлялся в серии «Молодняк».